# Шивіца
Шивіца (рум. Șivița) — село у повіті Галац в Румунії. Входить до складу комуни Тулучешть.
Село розташоване на відстані 201 км на північний схід від Бухареста, 20 км на північ від Галаца.

## Населення
За даними перепису населення 2002 року у селі проживали 2582 особи, з них 2581 особа (> 99,9%) румунів. Усі жителі села рідною мовою назвали румунську.